# Sammetsboken
Sammetsboken (ryska: Бархатная книга) var ett officiellt släktregister över ryska furstliga adelsätter. Sammetsboken påbörjades efter riksmötet år 1682 när de ryska furstarna överenskommit om legitimiteten av ett sådant register. Släktregistret färdigställdes inte förrän sommaren 1688.
Sammetsboken trycktes första gången 1787, vilket gjordes av boktryckaren Nikolaj Novikov vid Moskvauniversitet.